# Nikólaosz Vérgosz
Nikólaosz Vérgosz (görögül: Νικόλαος Βέργος; Kilkísz, 1996. január 13. –) görög utánpótlás-válogatott labdarúgó, a Melbourne Victory játékosa.

## Pályafutása
Fiatalon a Kilkísz Alékszandroszban és Dóksza együttesében szerepelt, majd 2009-ben leigazolta az Olimbiakósz. A felnőttek között 2013. szeptember 25-én debütált, a Fokikósz elleni kupamérkőzésen. 2014. március 19-én David Fuster cseréjeként a Manchester United ellen is pályára léphetett a Bajnokok Ligájában. Március 23-án a görög bajnokságban is bemutatkozhatott, a 72. percben cserélték be az Ergotélisz ellen. Három nappal később Jánisz Maniátiszt váltotta a 60. percben az Asztérasz Trípolisz ellen és első labdaérintéséből sikerült gólt szereznie.
2015. augusztus 20-án egyéves kölcsönszerződést írt alá a spanyol Elche CF csapatához. 2015. október 11-én szerezte első gólját. 12 bajnokin kétszer volt eredményes az idényben. 2016 augusztusában a Real Madrid Castillához került, szintén kölcsönbe. 2016. szeptember 4-én mutatkozott be új csapatában az SD Amorebieta elleni 3–2-es győzelem alkalmával. Első gólját október 15-én szerezte, 24 bajnokin összesen öt alkalommal talált a kapuba.
2017. augusztus 29-én bejelentették, hogy egy évre a magyar Vasas játékosa lett kölcsönben. 2018. augusztus 21-én a Panathinaikósz szerződtette. 2020. január 13-án fél évre kölcsönbe került a spanyol Hércules együtteséhez. Augusztus 4-én két éves megállapodást írt alá a Panaitolikósz klubjával. 2022 nyarán az osztrák Wolfsberger csapatába igazolt. 2023 január elején kölcsönbe került a Lamíához.
2011 óta végigjárta a görög utánpótlás-válogatottakat az U17-től az U21-ig.

## Sikerei, díjai
Olimbiakósz
- Görög bajnok: 2013–14, 2014–15
- Görög kupagyőztes: 2015